# Josa lutea
Josa lutea är en spindelart som först beskrevs av Eugen von Keyserling 1878.  Josa lutea ingår i släktet Josa och familjen spökspindlar. Inga underarter finns listade i Catalogue of Life.